# ハットルオルムススターザスコゥガル
ハットルオルムススターザスコゥガルは、 エイイルススタジルの町から約25キロメートルの内陸にあるフイヨーツダルアーに存在し、東アイスランドに位置する国立公園。この国立公園は740ヘクタール （ha）の大きさがあり、アイスランドで一番大きい森林面積を有している。ここでは、様々なレクリエーションを楽しむことが出来る。樹木園やキャンプ場、ホテルなどリゾート開発されており、ボートと馬のレンタルも可能である。

## 歴史
この場所には、元々ハットルオルムススターザ農場が存在し、その後この農場は閉鎖されたが、その周辺の土地が1905年に国の保護下に置かれた。また、それによってアイスランド最初の国有林にもなっている。樺の森と森林は現在、約350ヘクタール存在しているが、さらに200ヘクタールもの樹木が植林されている。 最近では、大きな道路が森林に面するように、南北へ併設されており自転車で走行することも可能である。この国立公園にある森林からは85種類の樹種が見つかっている。

## 自然
公園敷地内の植生は樺の他にも、 レッドポールやレンレン 、ゴールドクレストなどが多く、夏には、レッドウィングやスナイプス 、および牧草地などはワグテールなどで覆われている。森には鳥類が生息し、それらに食糧を供給するだけでなく捕食者から巣を守る機能も果たしている。森林は鳥類以外にも、ベリー類やキノコなども生えている。食用キノコにはカラマツのブーレーテが有名。公園内を流れる河川の水は非常に綺麗であり、そのまま飲むことが可能である。

## ハイキングコース
主なコースは以下の通り。
イエロートレイル – 3キロ
公園内の駐車場を出発し、ハフルサ川に沿った道路をすすみ、砂利道を通るコースである。
ブルートレイル – 5キロ
歩道は古い家政学学校（現在はゲストハウスになっている。）から始まり、 オールドウーマンと呼ばれる岩と森の北側を通る。コースはアップダウンが少なく平坦なコースとなっている。フラットフォレストと呼ばれる自生林の森を抜けると、ファルコン崖へと到着する。次に、スプルースの森を通り農場跡地へ下る。

## アイスランド国有森林サービス
アイスランドの森林サービスによって管理されている土地は国有林と呼ばれており、これらは一年中誰にでも開放されている。また、これらはアイスランド全土にあり、 多くの人にアイスランドの森に触れてもらうため、様々な施設が存在する。国有の施設以外を訪れる際は自動車が必須であり、または急な丘を登ってそれらにアクセスする必要がある。